# Bilfinger (entreprise)
Pour les articles homonymes, voir Bilfinger.

Ancien logo

Bilfinger SE, dont le siège social est à Mannheim en Allemagne, est une grande entreprise allemande de construction et services qui fait partie du SDAX. La société a été connue comme Bilfinger Berger, a cependant changé son nom en 2012.

## Domaines d'activité
Bilfinger SE est une société internationale de construction et services  qui opère dans l'immobilier, les infrastructures et les services industriels. Bilfinger est cotée à la Deutsche Börse et entre dans la composition de l'indice MDAX. La gamme de services offerts vont du conseil, au développement, a la planification, au financement et la construction clé en main, à la maintenance et l'exploitation. Bilfinger est titulaire de la huitième place dans le classement européen des sociétés de construction.
Bilfinger, à la suite de quelques acquisitions et cessions de nombreuses années consécutives, n'est plus une entreprise de construction classique mais surtout un fournisseur de services pour les installations industrielles, les centrales électriques et l'immobilier. Ainsi, au cours de l'exercice 2010 environ le 80 pour cent des affaires a été fourni par les services, le solde de 20 pour cent vient de la construction.

## Histoire

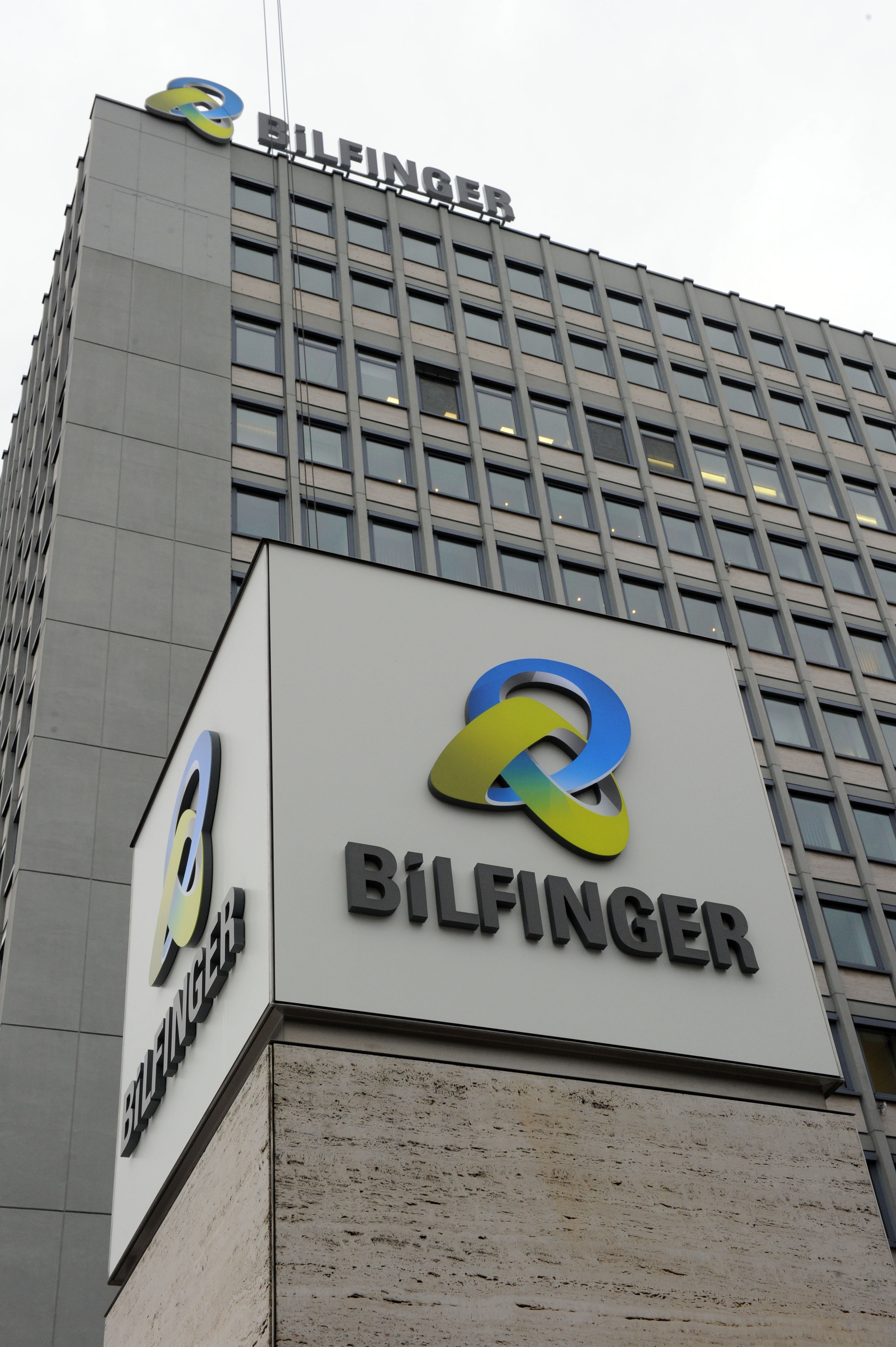
Le siège social à Mannheim

L’histoire de Bilfinger remonte à 1880, lorsque August Bernatz a fondé une entreprise d'ingénierie qui devint connue à partir de 1886 comme Bernatz & Grün et puis, à partir de 1892, comme Grün & Bilfinger.
À la suite de la Première Guerre mondiale, elle travaille au titre des réparations allemandes en collaboration avec la Société de construction des Batignolles et notamment dans le cadre du  Plan Dawes. Pendant la Seconde Guerre mondiale, comme beaucoup d'entreprises françaises et allemandes, elle collabore à la construction du Mur de l'Atlantique.
En 1970 Grün & Bilfinger acquit une participation majoritaire dans Julius Berger-Bauboag AG, elle-même une fusion de deux sociétés, Julius Berger Tiefbau AG et Berlinische Boden-Gesellschaft AG, toutes les deux fondées en 1890. Cinq ans après - c’est-à-dire en 1975 - la coentreprise fusionnée, totalement intégrée, prit enfin le nom Bilfinger & Berger Bauaktiengesellschaft.
En 2001, l'entreprise a changé son nom en Bilfinger Berger AG. En 2005, Bilfinger acquit Babcock Borsig Service Groupe de Deutsche Beteiligungs.
En octobre 2009, la Société a acquis directement MCE Beteiligungsverwaltungs GmbH, une entreprise autrichienne basée à Linz focalisée sur la conception, la construction et l'entretien des installations dans l'industrie de procès et le secteur de l'énergie.
En novembre 2009, Bilfinger a annoncé qu'il envisage d’introduire Bilfinger en Bourse en Australie sur l'Australian Securities Exchange par une offre publique initiale (IPO). Le prospectus relatif à l'introduction en bourse de la nouvelle entité australienne (du nom de Valemus) a été publié en juin 2010 et la société aurait dû être cotée sur l'ASE en juillet.
En mars 2011, la société Valemus a été acquise par Lend Lease Infrastructure.
Ces dernières années, Bilfinger a détourné l'attention de ses activités vers le secteur des services. En 2010, les services ont contribué pour 80 % du volume de l'entreprise la production totale de 8 123 millions € et l’EBIT de la division des services s'est élevé à 297 millions €. En novembre 2011, Bilfinger a acquis le groupe Neo, qui est basé à Surate, dans le nord-ouest de l'Inde. En 2012, l'entreprise a changé son nom en Bilfinger SE.

## Chronologie

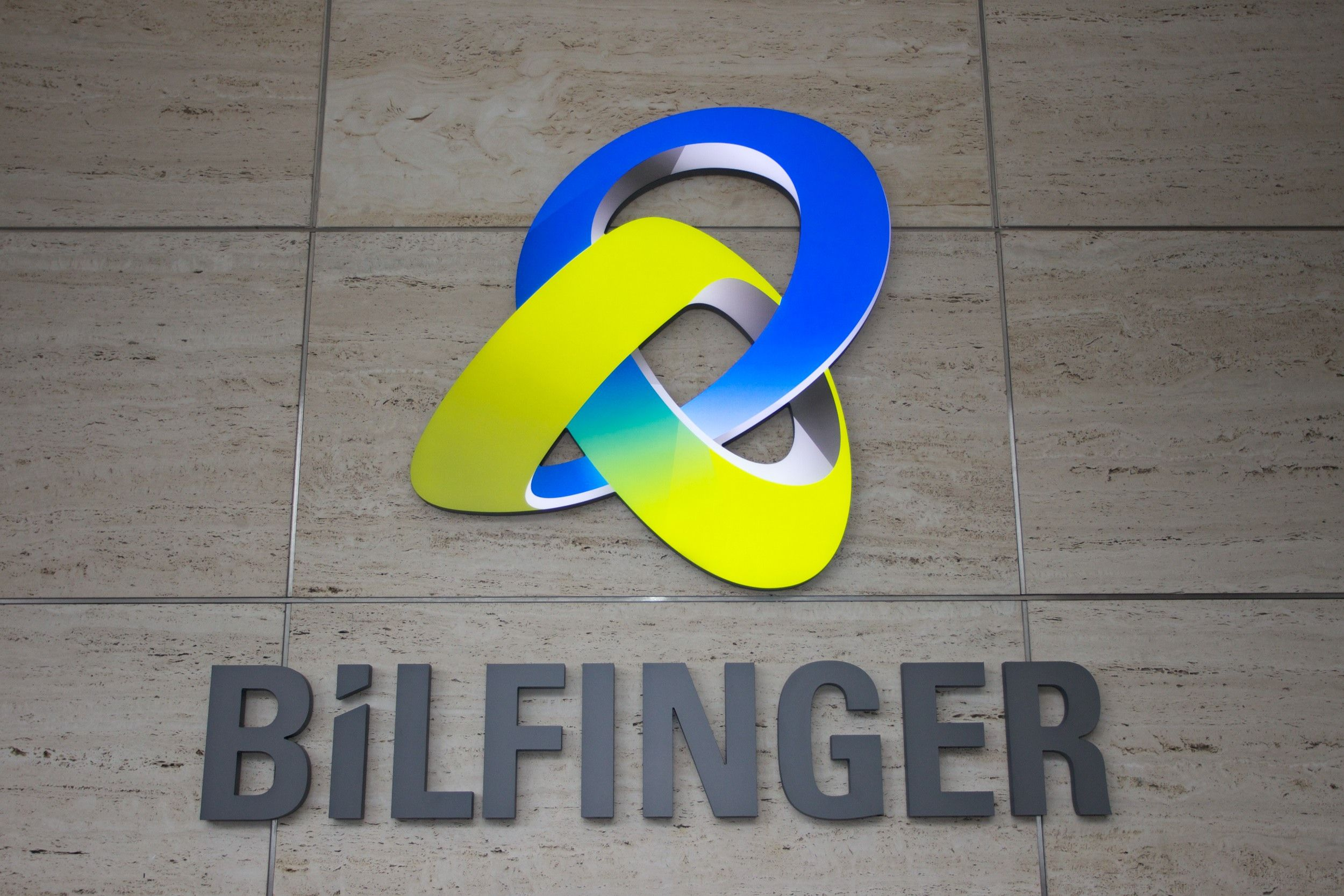
Bilfinger Logo à l'entrée du siège social

| An   | Jalons                                                                                        |
| 1880 | Fondation de Bernatz Ingénierie.                                                              |
| 1886 | Dénomination de l'entreprise comme Bernatz & Grün.                                            |
| 1892 | Dénomination de l'entreprise comme Grün & Bilfinger.                                          |
| 1970 | Grün & Bilfinger acquiert une participation majoritaire dans Julius Berger-Bauboag AG.        |
| 1975 | La coentreprise fusionnée et intégrée, prend le nom Bilfinger & Berger Bauaktiengesellschaft. |
| 1994 | Achat de l'entreprise Razel.                                                                  |
| 2001 | Change de nom en Bilfinger Berger AG.                                                         |
| 2005 | Achat de Babcock Borsig Service Group.                                                        |
| 2008 | Vente de Razel au groupe français Fayat pour 137 millions d'euros.                            |
| 2009 | Bilfinger Berger se désengage sensiblement du BTP et cible les services[13].                  |
| 2010 | Bilfinger Berger assume la forme juridique de Société européenne (SE, Societas Europaea).     |
| 2012 | Change de nom en Bilfinger SE.                                                                |

## Présence mondiale
La présence mondiale du groupe Bilfinger s'étend sur cinq continents avec des opérations en Europe, aux États-Unis, Asie du Sud Est, en Afrique et en Australie.

## Organisation de l'entreprise

### Industrial
- Industrial Services
- Industrial Technologies

### Power
- Power Systems

### Building and Facility
- Building
- Facility Services
- Government Services

### Construction
- Construction
- Infrastructure

### Concessions
- Project Investments

## Structure de l'actionnariat
La société Bilfinger est cotée à la Bourse de Francfort, fait part de la composition de l’index boursier MDAX et ses actions correspondent à 'ISIN DE0005909006 (WKN 590900). Ces dernières années, le rendement des actions a progressivement augmenté: en 2008, le dividende était de 1,85 € par action, en 2009 de 2,00 €. Le dividende pour l'exercice 2010 s'élève à 2,50 € et à 2,50 € plus 0,90 € bonus en 2011.
À la fin de l'année 2011, il y avait environ 46.024.000 actions en circulation, en représentant une capitalisation boursière d'EUR 3,032 milliards. À la fin de 2011, avec un taux de 3,7 % du total, le Bilfinger SE est l'un des plus grandes valeurs de l'index boursier MDAX en Allemagne.
Liste des principaux actionnaires au 22 mars 2024:
| Cevian Capital (en)          | 24,85 %  |
| ENA Investment Capital LLP   | 14,11 %  |
| M&G                          | 2,970 %  |
| Capitalia                    | 1,617 %  |
| BWM AG                       | 1,097 %  |
| FPS Vermögensverwaltung GmbH | 0,9069 % |
| Cominvest (de)               | 0,8431 % |
| Universal Investement (en)   | 0,7214 % |
| Union Investment (en)        | 0,5504 % |
| BNP PARIBAS                  | 0,5381 % |
| auto-contrôle                | 0,3245 % |

Donnés mis à jour le 30 juin 2012.

## Les Grands Projets
De grands projets ont inclus le Pont Ludendorff, à Remagen  achevé en 1919 , le Busch Memorial Stadium achevé en 1966  le Stade olympique de Munich  achevé en 1972, l’Opéra de Sydney achevée en 1973, la Dresdner Bank Tower, achevé en 1978, le barrage en Turquie Oymapınar achevé en 1984, le Pont Mỹ Thuận au Viêt Nam réalisée en 2000, le Pont Centenaire sur le canal de Panama achevé en 2004, le pont de Svinesund entre la Suède et la Norvège achevé en 2005, et le Pont Golden Ears, près de Vancouver au Canada terminé en juin 2009.

### Liste de Grands Travaux en cours de réalisation
(juin 2016).
- Construction de l’élévateur de bateaux de Niederfinow, (Allemagne), devrait être terminée en 2012[19]
- Restauration et conversion du Château Sonnenstein en bureaux de l'administration de l’Arrondissement de Suisse-Saxonne (Allemagne), devrait être terminée en 2012[20]
- Construction du bloc 9 de la Centrale électrique à grande échelle à Mannheim, (Allemagne), devrait être terminée en 2013[21]
- Construction de la nouvelle ligne du Tramway d'Édimbourg, Écosse, devrait être terminée dans 2014[22]
- Construction de la section Sedrun du Tunnel de base du Saint-Gothard en Suisse inauguré en 2016[23]
- Construction de la ligne Nord-Sud du Train léger sur rail dans le centre de Cologne, (Allemagne) devrait être terminée en 2017[24]
- Construction du métro U5 "Unter den Linden" à Berlin (Allemagne)[25]

## Controverses
Début 2010, un scandale entache l'entreprise, qui a falsifié un grand nombre de documents lors de la construction de la nouvelle ligne du métro de Cologne, afin de masquer le fait que des éléments du chantier n'avaient pas été installés. D'après un article du Monde, « Ces pratiques pourraient être à l'origine de l'effondrement, en mars 2009, du bâtiment des archives municipales qui a coûté la vie à deux personnes ». Des soupçons pèsent également sur la construction par cette même entreprise de la LGV Nuremberg - Ingolstadt.